# Emilio Guruceta-Muro
Emilio Carlos Guruceta Muro (né à San Sebastián, le 4 novembre 1941 et mort le 25 février 1987 à Fraga, dans la Province de Huesca) était un arbitre espagnol de football. Il fut arbitre de 1969 à 1987, arbitrant 186 matchs de liga espagnole. Il décéda dans un accident mortel dans sa BMW, à Fraga, en compagnie d'un arbitre assistant Eduardo Vidal Torres.

## Carrière
Il avait officié dans des compétitions majeures : 
- JO 1976 (1 match)
- Coupe UEFA 1979-1980 (finale aller)
- JO 1980 (1 match)
- Mundialito (1 match)